# Memoria sobre los cantos, bailes y tocatas populares de la isla de Mallorca
Memoria sobre los cantos, bailes y tocatas populares de la Isla de Mallorca és una obra escrita per Antoni Noguera i Balaguer l'any 1874 i publicada el 1893. Aquest llibre fa referència a la gran quantitat de peces musicals que hi tingueren lloc en el seu moment, i que a causa del pas del temps i d'altres circumstàncies, han anat oblidant-se o desapareixent. Es considera una obra pionera en la recerca musicològica de la música popular de Mallorca. L'any de la publicació fou premiat a Barcelona al segon concurs de la Ilustración musical española-americana, ofert per la infanta Isabel.
Una forma preliminar de l'obra es va publicar al Bolletí de la Societat Arqueològica Lul·liana.
Hi ha una tesi doctoral d'Eugenia Gallego Cañellas amb el títol Antonio Noguera (1858-1904) y la modernización de la vida musical en Mallorca durante la restauración.

## Estructura[7][5]
En aquest llibre hi trobam tres grans apartats, i cada una d'ells dividits en seccions.
- Primera part: Cants. S'hi inclouen els de bressol i els de la infància en una primera secció, els de les feines del camp en una segona, cants diversos en una tercera, com codolades i amatòries, i cançons religioses i profanes d'origen religiós en la quarta secció.
- Segona part: Balls. S'hi inclouen els balls a l'estil del país en una primera secció, i els tradicionals amb figures en una segona secció.
- Tercera part: Tocates.